# Шишков, Стою
Стою Неделчев Шишков (болг. Стою Неделчев Шишков; 27 июля 1865, Устово — 26 декабря 1937, Пловдив) — болгарский писатель, фольклорист, этнограф и историк; основатель Смолянского музея, исследователь гор Родопы и Фракии.

## Биография
Родился 27 июля 1865 года в местечке Устово (ныне квартал города Смолян) в семье мелкого ремесленника, торговца. В возрасте 14 лет начал учиться в училище при церкви Святой Богородицы в Устово, до 1927 года преподавал в разных местечках Болгарии — Устово, Райково, Левочево, Орехово, Чепеларе, Асеновград и Пловдив. Параллельно занимался научно-просветительской, публицистической и издательской деятельностью. Шишков издавал журналы в Родопах — «Родопски старини» (1887—1892), «Славееви гори» (1894), «Родопски напредък» (1903—1912). Неоднократно ездил в Родопы и сам финансировал все издания.
Основной вклад Шишкова в историю Болгарии — исследование Родопских гор и Фракии. Он стал автором более 70 книг, статей, исследовательских работ и рецензий — большинство было посвящено этнографии, фольклору, языкознанию, демографии, истории, торговому и музейному делу населения Родопских гор и Фракии. Он стал основателем Регионального исторического Смолянского музея, которому в день своего 70-летия подарил так называемый «Правилник» с подписью «Основатель Родопского этнографического музея Ст.Н.Шишков, г. Пловдив, 26 мая 1935 года» и выделил ещё 50 тысяч болгарских левов на образование этнографического музея в родном Устово.
Скончался 27 декабря 1937 в Пловдиве. Имя Шишкова ныне носят ряд школ в Болгарии — например, 4-я школа в Смоляне и 34-я школа в Софии.